# Seguretat nacional (pel·lícula)
Seguretat nacional (títol original: National Security) és una comèdia d'acció estatunidenca dirigida per Dennis Dugan i estrenada el 2003. Ha estat doblada al català.

## Argument
A l'acadèmia de policia de Los Angeles, Earl Montgomery mostra grans aptituds per esdevenir un bon policia, però el seu caràcter rebel i brillant actua contra ell. Després d'un escàndol, es veu expulsat de l'escola de policia. Poc després troba una feina de guardià de seguretat, Earl té un altercat amb el policia Hank Rafferty. Acusant-lo d'assetjament i de racisme, fa perdre la seva feina a Hank que va a la presó sis mesos. A la seva sortida, l'expolicia és contractat per la mateixa agència de seguretat que Earl. Poc temps després, tots dos descobreixen una vasta operació de contraban dirigida pel misteriós Nash. Encara que es detesten cordialment, Earl i Hank fan equip per a enxampar aquests criminals.

## Repartiment
- Martin Lawrence: Earl Montgomery
- Steve Zahn: Hank Rafferty
- Bill Duke: el tinent Washington
- Colm Feore: l'inspector Frank McDuff
- Eric Roberts: Nash
- Robinne Lee: Denise
- Brett Cullen: Heston
- Timothy Busfield: Charlie Reed
- Mari Morrow: Lola
- Matt McCoy: Robert Barton
- Cleo King: Dona al cotxe
- Ken Lerner: L'advocat de Hank
- Stephen Tobolowsky: Billy Narthax

## Crítica
- "La pel·lícula és abans de res Lawrence i Zahn, amb una dinàmica que es fa suportable, encara que no prou perquè generi una seqüela de parella de policies col·legues. (...) Puntuació: ★★½ (sobre 4)"[3]
- "Martin Lawrence és tot el que té 'National Security'. I això és com 2 o 3 punts sobre 10."[4]
- "Una pena que Martin ja hagués fet 'What's the Worst That Could Happen?'. El títol realment s'ajustava a aquesta pel·lícula."[5]